# Lurex

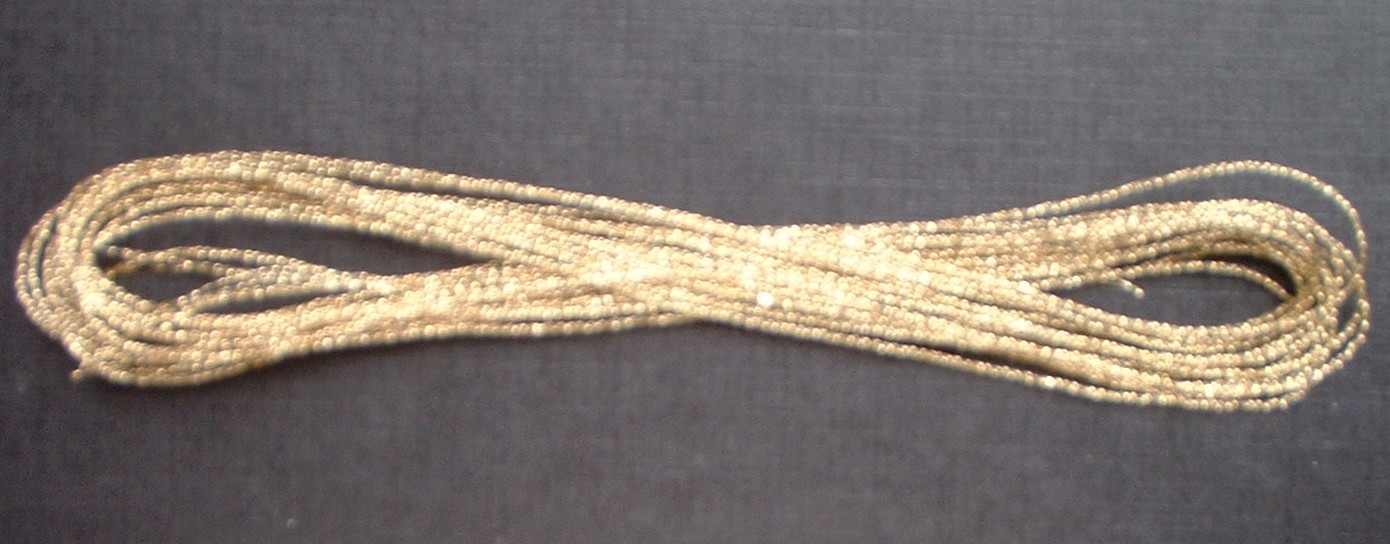
Lurex

Lurex ist ein bandförmiges Garn, welches aus mit Aluminium bedampftem Polyestergarn hergestellt wird. Dieses Herstellungsverfahren verleiht dem Garn einen metallischen Glanz.
Häufig nutzt man Lurex als eingearbeitetes Effektmaterial in Faschingskostümen oder auch für die Nähte von speziellen Strümpfen.
Es handelt sich hierbei um eine eingetragene Marke des Erfinders Lurex aus London, England.